# لوئیز شیلگارد
لوئیز شیلگارد (انگلیسی: Louise Schillgard؛ زادهٔ ۲۳ اکتبر ۱۹۸۹) بازیکن فوتبال اهل سوئد است.
از باشگاه‌هایی که در آن بازی کرده‌است می‌توان به بوستون بریکرز، باشگاه فوتبال اسپانیول، باشگاه فوتبال آی‌ای‌کی، باشگاه فوتبال هامارابی، باشگاه فوتبال لیورپول، باشگاه فوتبال زنان لیورپول، و باشگاه فوتبال لینشوپینگ اشاره کرد.
وی همچنین در تیم ملی فوتبال زنان سوئد بازی کرده‌است.